# Limberakis Gerakaris
Liverios Gerakaris (griechisch: Λιβέριος Γερακάρης; 1645 – 1710), besser bekannt unter den hypokoristischen Limberakis (griechisch: Λιμπεράκης), war ein maniotischer Pirat, der später Bey von Mani wurde.
Limberakis Gerakaris wurde um 1644 in Mani geboren. Er diente als Ruderer auf einer venezianischen Galeere, bevor er Pirat wurde. Nach einigen Jahren wurde er von den Osmanen gefangen genommen und eingesperrt. Nach einem gescheiterten Versuch, Mani einzunehmen, bot der osmanische Großwesir Köprülü Fazıl Ahmed Pascha Gerakaris seine Freiheit an und ernannte ihn zum Bey von Mani. Im Gegenzug dafür erlaubte er den Türken, einige Burgen in Mani zu besetzen.
Während seiner kurzen Herrschaft zwang er mehrere Familien zur Flucht aus der Mani. Bald darauf widmete er sich wieder der Piraterie und wurde erneut von den Osmanen gefangen genommen. Als die Venezianer 1685 jedoch die Peloponnes eroberten, ließen die Osmanen Gerakaris frei und machten ihn zum Herrscher von Mani. Im Gegenzug versprach er, für die Türken zu kämpfen. Als die Türken erfolglos versuchten, ihn zu vergiften, lief er zu den Venezianern über, die ihn als Bey von Mani anerkannten. 1696 plünderte er Arta, weil die Bürger der Stadt sein Eigentum in der Nähe niedergebrannt hatten. Die Artaner beschwerten sich beim venezianischen Dogen, der ihn in Brescia einsperren ließ, wo er 1710 starb.

## Frühe Jahre
Limberakis Gerakaris wurde um 1644 (1645) in Itylo auf der Mani geboren. Mit 15 Jahren diente er als Galeerenruderer in der venezianischen Marine. Fünf Jahre später tauchte er als gefürchteter Pirat auf. Nach drei Jahren der Piraterie wurde er von den Osmanen gefangen genommen und im Bagnio von Konstantinopel eingesperrt. In der Zwischenzeit schickte der osmanische Großwesir Köprülü Fazıl Ahmed Pascha, der Kreta im Kretischen Krieg (1645–1669) erfolgreich von den Venezianern erobert hatte, den Piraten Hasan Baba, um Mani zu unterwerfen, da diese den Venezianern im Krieg geholfen hatten. Babas Angriff schlug jedoch fehl, und Köprülü war gezwungen, sich an Gerakaris um Hilfe zu wenden. Köprülü bot ihm die Freiheit an und versprach, ihn zum Bey von Mani zu ernennen, wenn er im Gegenzug türkischen Garnisonen erlaubte, einige maniotische Burgen einzunehmen, und den Osmanen Tribut zahlte. Gerakaris nahm an und wurde freigelassen.

## Herrschaft und Gefangennahme
Als Limberakis nach Mani zurückkehrte, regierte er mit Unterstützung der türkischen Garnisonen in Kelefa und Porto Kagio wie ein Tyrann, obwohl die Türken von den umliegenden Manioten in die Burgen gedrängt wurden. Er machte seinen Feinden, der Familie Stefanopouli und einigen anderen Familien, das Leben so schwer, dass sie ins Exil gezwungen waren. 700 Menschen zogen nach Korsika, wo ihnen von Genua Asyl gewährt wurde. Limberakis überwarf sich jedoch bald mit den Türken und wandte sich der Piraterie zu. Er überfiel nicht nur osmanische, sondern auch europäische Schiffe. Die Osmanen reagierten, indem sie ihn 1682 bei einem Überfall gefangen nahmen und nach Konstantinopel zurückbrachten, wo er im Bagnio gefangen gehalten wurde.

## Rückkehr und Ende
1684 drangen die Venezianer unter Francesco Morosini mit maniotischer Unterstützung in die Peloponnes ein. Die Osmanen, die von den Habsburgern unter Druck gesetzt wurden, konnten die Peloponnes nicht halten, daher schlug der neue Großwesir Merzifonlu Kara Mustafa Pascha vor, Gerakaris aus dem Bagnio freizulassen. Gerakaris nahm unter der Bedingung an, dass ihm der Titel „Seine Hoheit, Herrscher von Mani“ verliehen und das gesamte griechische Volk amnestiert würde. Dies war wichtig, da der Sultan damit zum ersten Mal die Autonomie Manis anerkannte. Limberakis schloss sich der osmanischen Armee in Theben an und startete in den folgenden Jahren mehrere Invasionen auf der Peloponnes. Er nahm 1694 am Überfall auf Korinth teil. Mit seinen Partisanen war er Teil einer osmanischen Streitmacht von 13000 Mann, die in der Schlacht bei Agios Georgios die venezianischen Truppen unter Fabio Lanoia besiegte.
Limberakis lief jedoch 1696 zu den Venezianern über, nachdem die Türken erfolglos versucht hatten, ihn zu vergiften. Die Venezianer erkannten ihn als Herrn von Morea an, ernannten ihn zum Ritter des Heiligen Markus und nannten ihn weiterhin Bey von Mani. Seine Illoyalität ließ ihn jedoch sowohl bei den Türken als auch bei den Venezianern an Glaubwürdigkeit verlieren. Später im selben Jahr führte Limberakis eine brutale Plünderung von Arta an, als Vergeltung dafür, dass die Artaner sein Anwesen in Karpenisi niedergebrannt hatten. Während des Überfalls wurden katholische Reliquien zerstört, venezianische Bürger entführt und das ungesäuerte Brot auf den Boden geworfen. Einige Artaner entkamen jedoch und beschwerten sich beim Dogen, der Gerakaris verhaften und bis zu seinem Tod 1710 in Brescia unter Hausarrest stellen ließ.